# Llano Tugrí
Llano Tugrí (też Buabïti) – miejscowość w Panamie, stolica regionu autonomicznego Ngöbe-Buglé. Znajduje się w corregimiengo Peña Blanca w dystrykcie Müna. Zamieszkana przez 420 osób.